# 花名冊
花名册，戶籍冊俗稱，政府登錄户籍時用。紅樓夢亦用過。「花」是元代俗語，「繁多雜亂」的意思（如「花多眼亂」）。故人名稱「花名」，戶口稱「花戶」，《元典章》記載：“差科戶役先富強，後貧弱，貧富等者先多丁，後少丁，開具花戶姓名。”黄遵宪：「指此区区物，是某託转授；怀上花名册，出请纪谁某。」

## 現代用法
現在常把通訊錄、或學校與機關的出勤名簿等俗稱為花名冊，黑話中指妓院登記性工作者的生年、薪資等資料等之名冊。